# نووکراسنویه
نووکراسنویه (به لاتین: Novokrasnoye) یک منطقهٔ مسکونی در روسیه است که در استان آستراخان واقع شده‌است.